# Эффект «текучего клина»
Эффект «текучего клина» — естественный процесс самоорганизации коррелированно движущихся частиц сыпучих материалов (смеси твердых частиц вещества с воздухом и влагой) в локальной зоне, имеющей клиновидную форму.
В природе эффект можно наблюдать, например, при образовании «нагонной» волной на песчаном пляже у края воды плотной дорожки, именуемой «заплеском».
Открыт инженером Н. Е. Королёвым в 1971 году и искусственно воспроизводится для целей материального производства.

## Схема действия

Эффект «текучего клина» (фото)

Эффект «текучего клина» (схема)

Искусственно эффект воспроизводится следующим образом. Под постоянно качаемый на уровне верхней поверхности формы, но не заходящий в неё штамп подается материал. Каждая вновь поступающая в форму порция материала образует слой, который давит на образовавшийся ранее и вынуждает последний в свою очередь воздействовать на предыдущий. Уплотненные слои вынужденно движутся друг за другом сверху вниз, вытесняя менее плотные слои. Когда плотность нижних слоев сравняется с плотностью верхних, образуется «текучее» ядро клиновидной формы с предельным уплотнением обрабатываемого материала. Это и есть «текучий клин».
«Текучий клин» образуется только в том случае, если уплотняемая среда открыта хотя бы с одной стороны. Момент полного образования этого клина под штампом на всю глубину (до дна формы) характеризуется эффективным обратным выдавливанием материала из-под штампа в сторону незаполненной части формы и вверх. При этом выдавливаемый материал имеет вид волны.
Можно вывести образовавшуюся упорядоченную структуру в сторону, противоположную выдавливаемому избытку материала, или переместить штамп вслед за волной, не опережая её.

## Применение
На эффекте «текучего клина» базируется технология «Русские качели» по обработке разнообразных сыпучих материалов: земли (грунта), щебня, песка, бетонных и асфальтобетонных смесей, опилок, угольной и рудной мелочи, керамических, огнеупорных, металлических порошков и др.